# Пандульф II (князь Беневентський)
Пандульф II Старий (†серпень 1014) — князь Беневентський (981—1014, князь Капуанський як Пандульф III 1008—1014, правив також разом із своїм батьком Ландульфом III (959—968).
Після смерті батька Пандульф II був позбавлений володінь його дядьком князем Пандульфом Залізною Головою, який передав Капую та Беневенто своєму старшому синові Ландульфу IV. Тільки в 981 Ландульф IV був змушений поділити князівство і надав Пандульфу II Беневентське князівство. У травні 987 Пандульф II правив разом із своїм сином Ландульфом.
У 999 імператор Священної Римської імперії Оттон III відвідав поховання в Монте-Гаргано. З невідомих причин у 1000 Оттон III і Пандульф II посварились, можливо через спір про володіння мощами св. Варфоломія.
У тому ж році капуанці змістили свого князя Адемара та запросили на престол брата Пандульфа II Ландульфа ді Санта Агата. У 1003 внаслідок бунту під керівництвом Адельфера, графа Авелліно Пандульф II та його син утекли з Беневенто, куди повернулись у 1005.
У 1007 Ландульф ді Санта Агата помер і Пандульф II став ще й князем Капуанським.

## Діти
- Гайтелгріма, дружина князя Салернського Гваймара III
- Марія, дружина герцога Амальфійського Сергія III
- Ландульф V
- князь Капуанський Пандульф IV
- Атенульф (абат Монте Кассіно)